# 徐凌霄
徐凌霄（1888年—1961年1月19日），原名仁锦，字云甫，号简斋，笔名彬彬，凌霄汉阁主。江苏宜兴人。清朝末年民国初年著名记者与近代戏剧评论作家、掌故家。1954年担任北京市文史研究馆馆员。1961年病逝于北京。其弟徐一士也为著名記者。

## 生平
生于士大夫家庭，祖父徐家杰為道光年間進士，官至知縣；伯父徐致靖、堂兄徐仁铸都是清朝官吏中的维新派人士，徐凌霄成人后，也多与君主立宪派人物往来。
1916年黄远生遇刺身亡后，继任上海《申报》、《时报》的驻京特派记者，长期为两报撰写通讯和随笔。30年代后又任《大公报》副刊《戏曲周刊》、《北京》副刊和《小公园》的主编，设立了“凌霄随笔”、“凌霄汉阁谈荟”、“凌霄汉阁笔记”、“凌霄汉阁随笔”等专栏，以时事、经史和历史掌故合一为特色。
1961年病逝于北京，终年73岁。

## 著作
- 《凌霄随笔》
- 《凌霄汉阁随笔》
- 《凌霄一士随笔》[1]
- 《古城返照记》

1. ↑   (PDF).   [2025-05-14]. （原始内容存档 (PDF)于2025-01-21）.《近代中國史料叢刊續編》第64輯，沈云龙主编，文海出版社出版